# Расторгуев, Юрий Леонидович
Юрий Леонидович Расторгуев (27 сентября 1926, Грозный, Северо-Кавказский край — 14 февраля 2001, Волгоград) — советский и российский нефтехимик, почётный нефтехимик СССР, заслуженный деятель науки и техники Чечено-Ингушской АССР и РСФСР, ректор Грозненского нефтяного института (1970—1993), доктор технических наук, профессор. Один из создателей грозненской школы теплофизиков.
В 1967 году организовал отраслевую теплофизическую лабораторию Министерства нефтяной и химической промышленности СССР.
В 1987 году завершил разработку комплексной системы оперативного обеспечения народного хозяйства нормативно-справочными данными о теплофизических свойствах технически важных газов и жидкостей. За эту работу Расторгуеву была присуждена премия Совета Министров СССР. Расторгуевым были подготовлены 30 кандидатов и докторов наук.
Был членом комитета по государственным премиям РСФСР в области науки и техники. Являлся членом научного совета Академии наук СССР по проблемам теплофизики и теплоэнергетики. Избирался депутатом Верховного Совета Чечено-Ингушской АССР.
Был автором двух книг.